# Maurice Peek
Maurice Peek (Margraten, 24 februari 1976) is een Nederlands schaker.

## Carrière
In 1993 werd hij jeugdkampioen van Limburg. Op 2 januari 2005 werd hij met 6 punten uit 7 ronden winnaar van het 32e Eksakt Kersttoernooi dat in Tilburg verspeeld werd. De eindstand werd bepaald door weerstandspunten.
Van 6 t/m 13 augustus 2005 speelde Peek mee in het Hogeschool Zeeland schaaktoernooi te Vlissingen en eindigde daar met 6.5 punt uit negen ronden.
In 2010 werd hij met een halve punt verschil tweede op de Hasseltse zomerblitz. In 2019 behaalde hij de titel Internationaal meester.

## Privéleven
Peek is woonachtig in België en is vader van drie kinderen.